# Martine Époque
Pour les articles homonymes, voir Époque.
Martine Époque (30 avril 1942 à Six-Fours-les-Plages, France - 18 janvier 2018) est une professeure de danse et chorégraphe canadienne.

## Biographie
Détentrice d'un Certificat d'aptitude au professorat d'éducation physique et sportive avec majeure en danse de l'École normale supérieure d'éducation physique et sportive (Paris, 1965), d'un Certificat de rythmique Jaques-Dalcroze (Genève, 1967), d'une formation de maîtrise en composition musicale (université du Michigan, 1975-1976), Martine Époque a fait des études en piano (1954-1967) et en danse au conservatoire de Toulon (1954-1957) puis à la Schola Cantorum de Paris (1962-1965). Invitée par le Département d'éducation physique de l'Université de Montréal à ouvrir une mineure en danse et rythmique dans son programme de baccalauréat, elle y enseigne de 1967 à 1974, puis quitte l'enseignement universitaire pour se consacrer entièrement à la chorégraphie et à la direction artistique de sa compagnie de danse, le Groupe Nouvelle Aire, d'où est issu un nombre impressionnant d'interprètes et de chorégraphes québécois de réputation mondiale, dont Louise Bédard, Michèle Febvre, Paul-André Fortier, Ginette Laurin, Louise Lecavalier, Manon Levac, Daniel Léveillé et Édouard Lock.
En 1980, elle entre comme professeure à l'Université du Québec à Montréal (UQAM). Elle y poursuit son œuvre chorégraphique et y consolide la place de la danse par, entre autres, la fondation (1985) du Département de danse et sa direction pendant plus de dix ans, l'instigation de son programme de maîtrise en danse, l'attribution à la danse et la rénovation du Pavillon Latourelle (1987-1991), la création de la Passerelle 840, un laboratoire-galerie de recherche, création et gestion pour les étudiants en danse (1998).
Figure phare de la danse au Québec, chorégraphe prolifique dont les œuvres sont diffusées à l'international depuis les années 1970, elle est lauréate du prix de chorégraphie Clifford.-E.-Lee] 1983 (Alberta) et du Prix du Québec Denise-Pelletier (arts d'interprétation) 1994. Elle a à son actif de nombreuses conférences et publications, dont les livres Arts et technologies (Lyon, 1995, Les Chemins de la recherche, no 27) et Les Coulisses de la nouvelle danse au Québec : le Groupe Nouvelle Aire en mémoires, 1968-1982 (Sainte-Foy, 1999, Les Presses de l'Université du Québec). De nombreux articles et chapitres de livres, de quotidiens, de revues ainsi que nombre d'émissions radiophoniques et télévisuelles ont été consacrés à sa carrière. Conférencière et chorégraphe invitée à travers le monde, elle est une des trois Canadiens invités à enseigner aux danseurs de l'Académie de danse de Guangzhou lors la fondation de la première compagnie de danse contemporaine chinoise (1989).
À partir de 1990, s'intéressant à l'hybridation de la danse et des technologies numériques, elle crée des spectacles chorégraphiques dans lesquels images 2D et 3D s'intègrent à l'action scénique, ouvre des champs d'études en vidéodanse (1992) et en technochorégraphie (1993) dans les programmes de baccalauréat et de maîtrise du Département de danse, crée le logo du Département de danse (1998) puis, avec Denis Poulin, professeur au Département de danse du Collège Montmorency à Laval et professeur associé au Département de danse de l'UQAM, fonde le Laboratoire de recherche-création en technochorégraphie (LARTech) afin de pousser leurs recherches et créations dans ce domaine (1999). Ce laboratoire a bénéficié depuis de subventions du ministère québécois de la Recherche, de la Science et de la Technologie et à plusieurs reprises du Fonds québécois sur la société et la culture (FQRSC), du Conseil de recherches en sciences humaines du Canada (CRSH), d'Hexagram, du CIAM, de l'Office franco-québécois pour la Jeunesse et de diverses sources de l'UQAM pour la réalisation de ses travaux. Ses projets de recherche-création réalisés depuis 2005 sont NoBody danse : le prototype, un Sacre du printemps 3D en infochorégraphie de particules pour l'écran (CRSH, 2005-2008) et la Collection numérique de Signatures motrices de danseurs québécois et sa Médiathèque chorégraphique interactive () comme outil d'analyse du mouvement dansé (FQRSC, 2007-10).
Martine Époque est membre de l'Institut Hexagram dès sa fondation en 2001.
Le fonds d'archives de Martine Époque est conservé au centre d'archives de Montréal de Bibliothèque et Archives nationales du Québec.

## Distinctions
- 1983 - Prix Clifford E. Lee de chorégraphie
- 1994 - Prix Denise-Pelletier
- 2008 - Professeure émérite de l'UQAM

## Hommages
- 1984 - Hommage du Salon de la danse
- 1984 - Hommage de l'UQAM dans le cadre des cérémonies du 15e anniversaire de fondation